# Кларк, Кэнди
Кэндис Джун «Кэнди» Кларк (англ. Candace June "Candy" Clark, род. 20 июня 1947) — американская актриса, наиболее известная по роли Дэбби Данхэм в комедийной драме Джорджа Лукаса «Американские граффити» (1973), роль которой принесла её номинацию на «Оскар» как лучшей актрисе второго плана. Спустя шесть лет актриса исполнила ту же роль в менее удачном продолжении фильма «Новые американские граффити». Помимо этого у неё были заметные роли в фильмах «Человек, который упал на Землю» (1976), «Вечный сон» (1978), «Голубой гром» (1983), «Кошачий глаз» (1985) и «В упор» (1986). В 1992 году снялась в эпизодичской роли матери Баффи в фильме «Баффи — истребительница вампиров».  В 2009 году Кларк снялась в небольшой роли в триллере Стивена Содерберга «Информатор».
На телевидении Кэнди Кларк известна своими ролями в сериалах «Частный детектив Магнум», «Саймон и Саймон» и «Мэтлок».
В начале 1970-х Кларк встречалась с актёром Джеффом Бриджесом, с которым познакомилась на съёмках фильма «Жирный город» (1972). Затем актриса дважды выходила замуж и оба брака заканчивались разводом. Кэнди Кларк увлекается садоводством, коллекционирует антиквариат и участвует в аукционах на eBay.

## Награды
- Сатурн 1984 — «Лучшая актриса второго плана» («Голубой гром»)